# سام هيوين
سام هيوين (بالإنجليزية: Sam Heughan)‏ هو ممثل اسكتلندي ولد في 30 أبريل 1980. ترشّح في 2003 لنيل جائزة جائزة لورانس اوليفييه لفئة الممثل الصاعد في 2002 عن تمثيله في مسرحية الجُزر النائية على مسرح رويال كورت. منذ 2014 وهو يجسد دور جيمي فريزر في مسلسل دخيلة على قناة ستارز.

## حياته الشخصية والمهنية
ولد هيوين في نيوغالاوي في اسكتلندا في 30 أبريل 1980. درسَ الفنّ في الأكادمية الاسكتلندية الملكية للموسيقى والفنون في غلاسكو في 2009، لَعِبَ دور (سكوت نيلسون) صديق الممرضة (شيري كلاي) وتاجر المخدرات السري في مسلسل BBC Doctors. وفي 2011 لعب دور الأمير اشتون في أميرة الكريسماس.
في عامي 2011-2012 قام بدور باتمان في باتمان لايف.
وفي 2013 أُختير هيوين للقيام بدور جيمي فريزر بمسلسل دخيلة الذي يُعرض على قناة ستارز. وكان هو أول من تم الإعلان عنه بأنه سيشارك في المسلسل، وقد لقي استحساناً كبيرا لدى مؤلفة السلسل ديانا غابالدون حيث قالت: «يا إلهي! هذا الرجل شكله أسكتلدني للنُخاع، ويستطيع تجسيد جيمي فريزر قلباً وقالباً. إن سام ليس مجرد ممثل بل هو المجسد الحقيقي لجيمي فريجر. أشعر بالامتنان الكبير والشكر العظيم لفريق الإنتاج على اهتمامهم الوفير لروح القصة والشخصيات».

## أعماله

### مشاركته في المسرحيات
| السنة     | العنوان            | الدور                | المسرح                         | ملاحظات                                          |
| --------- | ------------------ | -------------------- | ------------------------------ | ------------------------------------------------ |
| 2002      | الجُزر النائية      | جون                  | مسرح رويال كورت في لندن        | ترشح لجائزة الممثل الصاعد لجوائز لورانس اوليفييه |
| 2005      | السكاكين في الدجاج | بوني وليام           | مسرح تاغ في غلاسكو             |                                                  |
| 2007      | الدوامة            | توم فيريان           | مسرح رويال إكستشينج في مانشستر |                                                  |
| 2007      | هاملت              | جولندستان، فورتنبراس | مسرح سيتزن في غلاسكو           |                                                  |
| 2007      | لؤلؤة الصياد       | رودريك               | مسرح ترافريس في إدنبرة         |                                                  |
| 2008      | روميو وجولييت      | كونت بارس            | مسرح دونتي ريبرتوري            |                                                  |
| 2008      | مكبث               | مالكوم الثالث        | مسرح رويال رايسم في إدنبرة     |                                                  |
| 2009      | الطاعون في إنجلترا | غريغوري              | مسرح الدوقة                    |                                                  |
| 2011-2012 | باتمان لايف        | باتمان               | تورينغ شو                      |                                                  |
| 2012      | الملك جون          | الملك جون            | مسرح أوران مور                 |                                                  |

### مشاركته في التلفاز
| السنة | العنوان                                     | الدور            | القناة العارضة | ملاحظات                              |
| ----- | ------------------------------------------- | ---------------- | -------------- | ------------------------------------ |
| 2004  | Island at War                               | فيليب دور        | ITV            | شارك فيالحلقة الثانية                |
| 2005  | River City                                  | لي مكجوان        | BBC Scotland   | شارك في الحلقة الثالثة               |
| 2007  | Party Animals                               | أدريان تشابل     | بي بي سي       | شارك في الحلقة 7 و 8                 |
| 2007  | A Very British Sex Scandal                  | إدوارد ماكنالي   | Channel 4      |                                      |
| 2007  | The Wild West                               | جون تونستول      | BBC            | شارك في الحلقة الثانية               |
| 2007  | Midsomer Murders                            | تان كينغ         | ITV            | شارك في الموسم العاشر الحلقة الثالثة |
| 2007  | Rebus                                       | بيتر كار         | ITV            | شارك في الموسم الرابع الحلقة الرابعة |
| 2009  | Breaking the Mould: The Story of Penicillin | د. تشارلز فليتشر | BBC            |                                      |
| 2009  | Doctors                                     | سكوت نيلسون      | BBC Birmingham |                                      |
| 2010  | First Light                                 | جيفري ويليوم     | BBC            |                                      |
| 2014  | Outlander                                   | جيمي فريجر       | Starz          | ممثل رئيسي                           |

### مشاركته في الأفلام
| السنة | العنوان                   | الدور        |
| ----- | ------------------------- | ------------ |
| 2001  | Small Moments             |              |
| 2007  | Young Alexander the Great | ألكسندر      |
| 2010  | Emulsion                  | روني         |
| 2011  | A Princess for Christmas  | الأمير أشتون |
| 2013  | Heart of Lightness        |              |
| 2018  | The Spy Who Dumped Me     | sebastian    |

## روابط خارجية
- سام هيوين على موقع IMDb (الإنجليزية)
- سام هيوين على موقع روتن توميتوز (الإنجليزية)
- سام هيوين على موقع ألو سيني (الفرنسية)
- سام هيوين على موقع أول موفي (الإنجليزية)
- سام هيوين على موقع قاعدة بيانات الفيلم (الإنجليزية)
- سام هيوين على موقع كينوبويسك (الروسية)